# Тринитарии
Тринита́рии («Орден Пресвятой Троицы», лат. Ordo Sanctissimae Trinitatis, OSsT) — католический нищенствующий монашеский орден.

## История и описание
Орден тринитариев был основан в 1198 году французским богословом Жаном де Мата и пустынником Феликсом де Валуа (Валезий) для выкупа пленных христиан из мусульманского плена. Основание ордена было одобрено папой Иннокентием III в Operante divine dispositionis clementia. Девизом ордена стала фраза лат. Gloria Tibi Trinitas et captivis libertas, Слава Тебе Троица, а пленным — свобода.

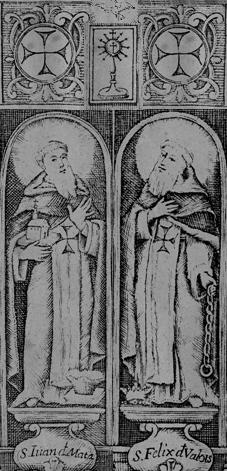
Святые Жан де Мата и Феликс Валуа. Гравюра 1700 года.

Благодаря поддержке короля Филиппа II Августа орден прочно обосновался на территории Франции, жители которой называли тринитариев «матюринцами» (от имени св. Матюрина, при церкви которого в Париже было основано французское отделение). В просторечье их также именовали «братьями ослов» или «ослиным орденом» (ordo asinorum), поскольку им было запрещено ездить на лошадях (запрет снят папой в XIII веке).
Строгий устав запрещал тринитариям вкушать в обычное время мясо и рыбу и владеть какой-либо собственностью. Выполняя свою основную задачу, за 437 лет (с 1258 до 1696 года) орден выкупил из мусульманского плена 30 732 невольника. Средства для выкупа тринитарии, главным образом, добывали сбором милостыни. Нередки были случаи, когда тринитарии отдавали себя самих в рабство за освобождение пленников. К примеру, в 1580 году они выкупили из алжирского плена Сервантеса, после чего он вернулся в Испанию и написал «Дон Кихота». Апогеем влияния ордена был XV век. Кроме выкупа пленных, орден занимался попечением о больных и бедных и евангелизацией.
Распространившись в Испании, Италии, Польше и других католических государствах, к концу XVIII века орден насчитывал до 300 монастырей. Орден действовал и на территории современной Украины, Белоруссии и Прибалтики (Луцк, Браилов, Каменец-Подольский, Витебск, Орша, Кривичи, Вильнюс, Йонава). В годы Реформации в Германии, во Франции в период Великой французской революции деятельность тринитариев была запрещена.
В XX веке численность тринитариев снизилась. Однако в начале XXI века орден снова испытал небольшой рост, число тринитариев с 2000 по 2014 год выросло с 557 до 635 человек. По данным на 2014 год орден насчитывал 635 членов, в том числе 415 священников. Тринитариям принадлежит 97 монастырей. Миссионерская организация тринитариев действует на острове Мадагаскар. Современные тринитарии продолжают выполнять свою миссию, например, поддерживают программу помощи беженцам из Судана.
Облачение монахов-тринитариев: белые плащи с крестами (вертикальная полоса — красная, горизонтальная — синяя).

## Второй и третий ордена
Уже в XIII веке наряду с мужскими обителями создавались монастыри Второго ордена (женского). Начиная с XVII века они начали объединяться в конгрегации. В настоящее время существуют три отдельные конгрегации (вместе насчитывающие 647 монахинь в 91 обители) и 20 полностью автономных обителей с 260 монахинями.
Благочестивые миряне, помогающие ордену в деятельности, существовали ещё с XIII века, однако организационно они были объединены в Третий орден только в 1584 году. В частности, к Третьему ордену тринитариев принадлежали блаженная Анна Мария Таиджи и блаженная Елизавета Канори.

## Выдающиеся тринитарии
- брат Ортенсьо Феликс Парависино (1580—1633) — священник и известный испанский поэт. Представитель т. н. культеранизма (поэтическая школа XVII века, одно из течений маньеризма). Духовные стихи, комедия «Гридония, или Рай отомщенной любви». Известен конфликтами с Кальдероном. Его портрет написал Эль Греко.
- Робер Гагьен (Gaguien) (ок. 1433—1501) — генерал ордена, гуманист, друг Эразма Роттердамского.

## Тринитарии в искусстве

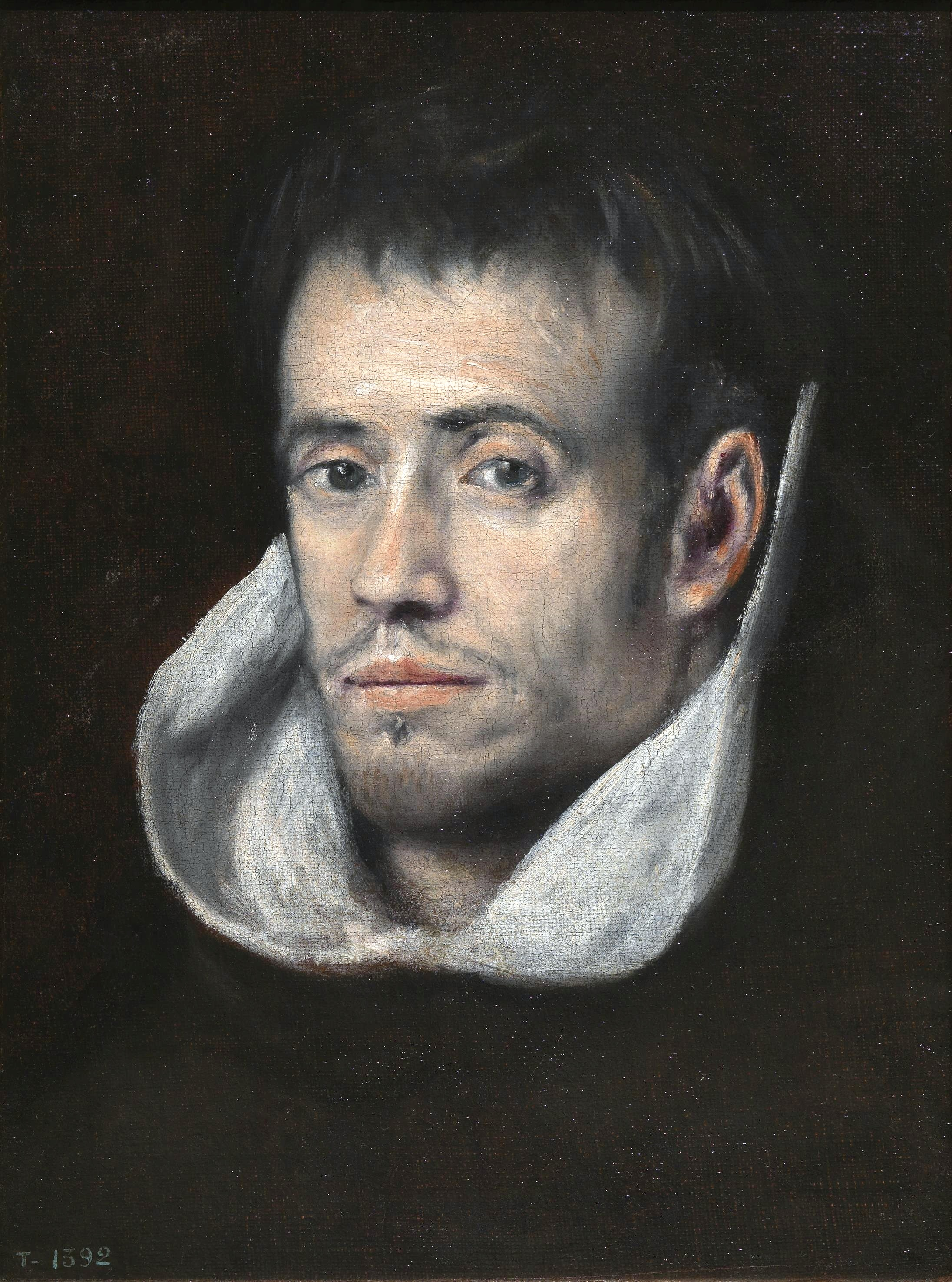
Портрет доминиканца (или тринитария) (Эль Греко, 1600-е, Прадо)

- братья-тринитарии на полотнах Эль Греко, например «Портрет брата Ортенсьо Феликса Парависино» (ок. 1609, Бостон), «Портрет доминиканца (или тринитария)» (1600-е, Прадо), «Портрет брата-тринитария с чётками».
- «Св. Иоанн де Мата, св. Феликс де Валуа и Иоанн Чешский» (скульптурное убранство «Карлова Моста» в Праге) — многофигурная композиция, называемая в народе «Турком с пражского моста», — 8-я работа (последняя) Фердинанда Максимилиана Брокоффа, самая известная и популярная из его пластик на Карловом мосту. Изображает св. Иоанна де Мата, пустынника Феликса де Валуа и Иоанна Чешского. Оригинал выполнен в 1714 году по заказу графа Я. Ф. Й. Туна. На постаменте имеется трёхчастный картуш с изображением ангела, освобождающего пленников, герб донатора и его жены. Постамент изображает скалу с пещерой, в которой за решёткой томятся и просят о пощаде три пленных христианских отрока, которых стерегут собака и «злобный турок», колоритная фигура, олицетворяющая мусульман и ставшая персонажем городского фольклора.